# Феодосий (Кирика)
Епи́скоп Феодо́сий (в миру Феодосий Фёдорович Кирика, рум. Teodosie Chirică; 11 (23) января 1866, село Варница, Бендерский уезд, Бессарабская губерния — 2 декабря 1937, Николаев) — епископ Русской православной церкви, епископ Костромской.

## Биография
Родился 11 января 1866 года в селе Великая Кондратовка Ананиевского уезда Херсонской губернии (ныне Одесская область) в семье церковнослужителя (отец был дьячком местной церкви). В своей анкете будущий епископ указал, что он по национальности украинец. По другим данным родился в села Варница Бендерского уезда. Во многих современных трудах утверждается о происхождении из бессарабского дворянского рода Кирика. Достигнув совершеннолетия, он поступил в Одесскую духовную семинарию, а затем перевёлся в Кишинёвскую духовную семинарию. Был женат, у него было пятеро детей.

### Священник до революции
В 1890 году служил диаконом Николаевской церкви села Станислав Херсонского уезда Херсонской губернии. В том же году был рукоположен в сан священника с назначением к церкви Иоанна Милостивого села Ольшанки Елисаветградского уезда той же губернии на вакансию третьего священника. По состоянию на июнь 1891 — июнь 1894 года служил на должности священника церкви Нерукотворного образа села Демидово Тираспольского уезда. В 1893 году сделал пожертвование на нужды Одесского епархиального комитета Православного миссионерского общества. 23 мая 1894 года переведён на место второго священника села Новокрасное Елисаветградского уезда. 6 июня 1896 года переведен в Васильевский молитвенный дом села Адриановки Тираспольского уезда. 16 марта 1898 года был награждён набедренником. В 1899—1900 годы был первым настоятелем нового Успенского храма в селе Ближний Хутор Херсонской епархии. 22 мая 1901 года награждён скуфьёй.
Как отмечает Николаевский исследователь Юрий Демьяненко: «Столкнувшись ещё во время своего пребывания молодым священником с распространением сект штундистов и евангельских баптистов, убедившись в ложности заявлений представителей немецкого Одесского Союза баптистов Фризена об отсутствии связи между немецкими колонистами и распространением штундизма и других раскольнических учений среди православных общин Херсонской губернии, Ф. Ф. Кирика раз и навсегда избрал путь активного противостояния их деятельности» и был назначен помощником известного миссионера Херсонской епархии Михаила Александровича Кальнева. Переезжает вместе с семьей на жительство в Николаев. Здесь он знакомится с талантливыми проповедниками, протоиереями Игнатом Ивановичем Зубовым и Петром Петровичем Еланским. Последний по духовному завету передал священнику Ф. Ф. Кирике свою богословскую Библиотеку в количестве более чем 2000 томов. Активно проповедовал среди штундистов, иннокентьевцев, адвентистов. Вёл публичные дискуссии с старообрядцами. Регулярно выступал перед верующими, где доказывал ложность новейших религиозных направлений, быстро распространявшихся в Северном Причерноморье. Много он сотрудничал с Одесским Свято-Андреевским братством, где читал лекции на антисектантские темы. В июне 1905 — июле 1906 году работал штатным законоучителем Николаевской Александрийской мужской гимназии.
3 (16) января 1907 года переведён миссионером Елисаветградского благочинного округа с постоянным местом жительства в Елисаветграде. Из-под пера Феодосия Кирики в это время выходят ряд миссионерских трудов: «Иоанниты и их книгоноши» (Одесса, 1909) и «История появления иоаннитов в Херсонской епархии и краткое опровержение их учения» (Одесса, 1909), «Ложь адвентизма» (СПб., 1909). Публиковался в «Херсонских епархиальных ведомостях», журнале «Миссионерское обозрение» и иных. За свои труды на ниве миссионерства по Херсонской епархии был награжден орденом Святой Анны.
22 ноября 1910 года священник Феодосий Кирика был назначен епархиальным миссионером Кишинёвской и Хотинской епархии. Всего через несколько дней после своего назначения на должность на ежегодном собрании «Братства Рождества Христова», состоявшемся в Кишинёве 28 ноября, рассказал о своей борьбе с сектами и возвращении заблудших в лоно Церкви. Он предлагал организовать для священников епархии миссионерские конференции. На этом собрании было решено, что конференции будут проводиться в каждом благочинническом округе. Жил в Кишинёве.
Миссионерская деятельность в Кишинёвской епархии возглавлялась «Братством Рождества Христова», а позже был учрежден епархиальный миссионерский Совет, президентом которого был епархиальный епископ, а членами Совета были епархиальные миссионеры. Священник Феодосий Кирика отвечал за подготовку священников епархии к борьбе с сектантством. В течение 1911 года епархиальный миссионер священник Феодосий Кирика посетил все 34 благочиния епархии, организовав конференции, на которых он говорил со священниками об истории, учении и культе различных сект в епархии и мерах борьбы с ними. Так слушателям были доведены до сведения причины возникновения иннокентьевщины, которая в то время набирала обороты. На этих конференциях помимо приглашённых священников присутствовали церковные певцы и группы верующих из приходов. Помимо конференций, проводимых в епархиальных благочиниях, иерей Феодосий часто посещал Кишинёвскую духовную семинарию, где читал сектоведение учащимся 5 и 6 классов духовной семинарии. В своей миссионерской деятельности он часто говорил на собраниях, проводимых в Епархиальном доме, после богослужений, проводимых в кишинёвском кафедральном соборе. Организовал в уездных городах и других более значимых местах миссионерские курсы для священников благочиний. На помощь миссионерской деятельности из каждого круга благочиний избирался по одному способному священнику, который охотно получал необходимый для этой работы трудовой спор. Окружные миссионеры давали советы и рекомендации местным священникам, призывая их к терпеливой и смелой борьбе со злом, посеянным сектантами. В приходах, на территории которых жили сектанты, на помощь священникам готовились из числа прихожан группы «желанных». В середине ноября 1911 года был созван конгресс миссионеров протоиереев. За заслуги в миссионерской деятельности, к празднику Пасхи 1913 года священник Феодосий Кирика был возведён в сан протоиерея.
И в последующие годы он провел много публичных конференций и сотрудничал со многими богословскими журналами. Вместе со священником-миссионером Александром Сквозниковым он составил работу против иннокентьевцев, опубликованную на румынском языке на страницах журнала «Luminăului» в 1916 году и на русском языке — в Кишинёвских епархиальных ведомостях в 1917 года. Последний материал протоиерея Феодосия Кирики в Бессарабской церковной прессе был опубликован в журнале «Luminatorul» в феврале 1918 года. Позже он попытался вернуться в Бессарабию, где жили двое его детей, но безуспешно.
В 1918 году, после того как Кишинёвская епархия принудительно была включена в состав Румынской православной церкви и в связи с насильственной румынизацией, покинул Бессарабию и перебрался в Одессу, а затем в Херсон, где начал служить при Греческой церкви Святой Софии. В 1919 году с приходом Добровольческой армии на Херсонщину был втянут в водоворот политической жизни. В августе 1919 году в помещении Херсонской городской управы состоялось первое учредительное собрание общества «За единую неделимую Россию» во главе с адвокатом Львовым, где протоиерей Феодосий Кирика был избран в Комитет общества. В дальнейшем он был одним из авторов поздравительных телеграмм адмиралу Колчаку и генералу Деникину, а также встречал от имени общества главнокомандующего 3-го армейского корпуса Добровольческой армии генерал-лейтенанта Николая Шиллинга, который был назначен генерал-губернатором Новороссии. Такая позиция привела к тому, что после взятия Херсона в конце января 1920 года силами Красной армии, он был арестован органами Херсонской ВУЧК, но пробыв в заключении 3 дня, он был отпущен без предъявления обвинения.

### В обновленческом расколе (1922—1925)
В мае 1922 года в Русской православной церкви возник обновленческий раскол, причём «обновленцев», активно поддерживали советские спецслужбы. 18 (31) августа 1922 года в аудитории Успенского собора состоялось собрание духовенства и мирян, где с докладом о положении церковных дел на советских просторах выступил протоиерей Феодосий Кирика, который отметил, «что реформы в церкви безотлагательно необходимы, потому что в церкви не всё благополучно. Необходимо ввести, напр., по требованию проповеди Хр[иста] о любви к ближним и по другим причинам и основаниям, второбрачии для духовенства, имевшей место в первые века христианства и даже в XIII в. Не высказываясь принципиально против ВЦУ, он говорил, что его образование напоминает историю создания Св. Синода при П[етре] Великом, и не надо бояться признать его при условии, если свой епископ, или экзарх Украины подчинится ВЦУ, или если восточные патриархи признают его, дав ему своё благословение. На вопрос: „кем могут проводиться реформы?“, он отвечал, что перемены и перемены в церк[овной] жизни. О „Ж[ивой] Церкви“ он говорил, что приветствует её, как шаг, как толчок, который вывел церковь из тупика. В этом заслуга „Ж. Ц.“ и „ВЦУ“. Но указывая потом на недостатки „Ж. Ц.“, „Церк[овного] Возрождения“ и „самосвятов“ он говорил, [необходимо] чтобы появилась такая группа, которая была бы объединением различных обновлен[ческих] движений в их лучших задачах». Таким образом, ему было поручено составить устав группы прогрессивного духовенства города Херсона.
5 октября того же года на собрании Херсонского духовенства был принят устав группы прогрессивного духовенства города Херсона. Председателем группы был избран Феодосий Кирика. Устав этой группы не был зарегистрирован, так как отличался от устава «Живой Церкви». Для определения чёткой позиции прогрессивного духовенства и выборов обновленческого Херсонского епархиального управления было решено провести в конце ноября — начале декабря 1922 года новое собрание духовенства, но в связи с тем, что прогрессивная группа не признаёт В. Ц. У., как высшее духовное управление, административный отдел Управления НКВД запретил проводить собрание до приезда в Херсон уполномоченного ВЦУ. Такое собрание было организовано лишь 28 декабря 1922 года в аудитории Успенского собора, с приездом в Херсон протоиерея С. Славинского. Ни Духовного правления, ни епархиального управления так создать и не удалось. Несмотря на провал с юридическим оформлением «группы прогрессивного духовенства», протоиерей Феодосий Кирика, игравший тогда в обновленческом движении в Херсоне главную роль, пытался привлечь на свою сторону мирян города, намереваясь провести ряд бесед и лекций для разъяснения содержания и значения церковных реформ. Как отмечает автор документа, скрывавшегося под псевдонимом «православный христианин», описания-деятельность протоиерея Феодосия Кирики: «Тогда он одухотворен был хорошими стремлениями. Дорожил своими убеждениями и религиозными взглядами. И благо церкви и ближних ставил выше своих личных интересов. Не скрывать, а поделиться этими своими взглядами и убеждениями тогда он хотел и с другими».
13 марта 1923 года, желая всё же направить православную жизнь Херсонщины в организованное русло, направил уполномоченному ВЦУ по Николаевскому викариатству (в которое входила и правобережная Херсонщина) письмо, где просит «немедленно, получив разрешение властей, назначить собрание духовенства in corporate (лучше в Соборной аудитории) для выработки, согласно постановлению собрания, одинаковой общинам информационной обновленческо-церковной программы, что значительно должно облегчить и улучшить наше общее дело». В ответ 4 июля 1923 года было получено уполномоченным по Херсонскому викариату от Одесского епархиального управления распоряжение: «организуйте Херсонское прогрессивное духовенства, объединившись на первое время со священниками-живистами, которые есть на нашем учёте — Кирикой, Правдолюбовым и Брюховецким». В результате 25 октября 1923 года в Успенском соборе Херсона состоялось собрание духовенства в количестве 22 священников и 6 диаконов. На нём было избрано временное Херсонское духовное правление в составе протоиерея Александра Никольского, протоиерея Феодосия Кирика и священника Ивана Горянова, а также позже было кооптированного протоиерея Александра Лядского. ОДнако «избранное временное духовное правление в полном составе не просуществовало и одного дня, так как на другой же день отказался Лядский, а через несколько дней прислал отказ и Горянов. Горянов отказался под давлением прихожан, которые запретили ему участвовать в духовном правлении. Остальные Никольский и Кирика работали до 24 ноября, но и они не решились дальше работать и направили заявление о прекращении деятельности духовного правления за отсутствием кворума, потому что своевременно не были избраны кандидаты членов правления». В своём письме к секретарю Одесского губликвидкома Николаю Сокольскому протоиерей Феодосий Кирика писал по поводу ликвидации правления: «Считаю своим долгом поставить вас в известность, что Временное Херсонское духовное правление, оказавшееся в составе только двух членов (о.о. Кирика и Никольский), по независящим от него обстоятельствам, 24-го ноября прекратило своё существование, о чём сообщено местному Окрисполкому и сданы книги-документы. Положительно не было и нет сил для сохранения его. Извините и не судите».

### Священник Патриаршей Церкви (1925—1933)
Фактической причиной роспуска правления было то, что против него начали активно выступать тихоновцы, которое называло правление «живистским» и потому «не заслуживающим никакого доверия», а члены правления «были объявлены еретиками». Такое отношение со стороны коллег и верующих не способствовало улучшению позиции самого протоиерея Феодосия и к началу 1925 года он занял выжидательную позицию. Перелом произошёл после 12 января 1925 года, когда архиепископ Херсонский Прокопий (Титов) был освобождён из одесской тюрьмы и выслан в Москву. Последний много встречался и переписывался с херсонским духовенством, что отразилось на отношении местного священства к обновленческому расколу, которое стало крайне негативным. Эту же позицию неприятия обновленчества, изменив свои взгляды, занял и протоиерей Феодосий Кирика. Выступая в 1926 году в Екатерининском соборе Херсона, он говорил: «Многие люди теперь говорят, что между Синодальным и Тихоновским духовенством нет никакой разницы, потому что все они одинаковый вид имеют, в одинаковых ризах служат, одни и те же богослужения совершают, одни и те же молитвы читают и в защиту веры и Церкви Православной одинаково проповедуют. Мы, тихоновцы, благодатные, а они, обновленцы, неблагодатные. Наши молитвы принимает Господь, а их — дьявол. На то же, что они служат одинаково с нами и имеют благочестивый вид, не стоит обращать внимания, потому что в жизни св[ятых] бывало, что к ним не раз приходили нечистые духи, приняв вид ангелов». Так он призывал их ходить только в благодатные тихоновские храмы, поскольку молитва в синодальных храмах «вроде бы не принимается Богом».
В 1929 году его сын Андрей, который проживал в Нью-Йорке попытался вывезти отца в США, предоставив визу через американского консула в Риге, но протоиерея Феодосия не выпустили из страны.
Во время «большого голода» в 1932 году он снова был арестован органами ГПУ, пробыл в заключении почти три недели и был освобождён без предъявления обвинения. Истиной причиной его увольнения, как свидетельствует уголовное дело, стало то, что он пошёл на сотрудничество со спецслужбами и обязывался, как тайный сотрудник (сексот), сообщать обо всех проявлениях контрреволюции в среде духовенства. Сотрудничая с органами НКВД с октября 1932 года, он ничего не сообщал, поскольку «вёл замкнутый образ жизни», что в дальнейшем ему будет инкриминировано как один из пугктов обвинения. В том же году умирает его жена. Оставаясь вдовцом, он принимает монашество.

### Епископ
22 августа 1933 года решением Временного патриаршего священного синода избран епископом Николаевским, викарием Одесской епархии. 14 октября 1933 года за Божественной Литургией в храме Вознесения города Одессы архимандрит Феодосий хиротонисан во епископа Николаевского, викария Одесской епархии. Митрополит Одесский и Херсонский Анатолий (Грисюк) и епископ Крымско-Симферопольский Порфирий (Гулевич). Проживал в Одессе в доме местного румына Думитру Жосану на улице Слободка № 24. Богослужения проводили в церкви Рождества Богородицы в районе Слободка. Отличился как усердный проповедник.
9 мая 1934 года направил Заместителю Патриаршего Местоблюстителя митрополиту Сергию (Страгородскому) рапорт, в котором поздравлял его с возведением в достоинство митрополита Московского и Коломенского: «То, что свершилось в Москве 27/IV с/г., я узнал из уст Высокопреосвященнейшего Владыки Анатолия, дает и мне приятный повод почтительнейше принести Вашему Блаженству искреннее поздравление с молитвою ко Вселенскому Кормчему, Спасителю нашему, подкрепить силы Вашего Блаженства и умудрить в водительстве нашего малого Корабля—Церкви к Тихой пристани земного и небесного бытия. Исполла эти, деспота!».
23 мая 1937 года назначен епископом Курским и Обоянским. В епархию прибыть не смог. 13 августа 1937 года переведён в Кострому.
31 августа 1937 года 3-й отдел Херсонского горотдела НКВД завёл на епископа Феодосия дело по обвинению его в проведении антисоветской агитации, основываясь на событиях 1919 года. 1 сентября он был арестован. На допросах епископ Феодосий держался достаточно рассудительно, что не давало следствию оснований для формирования уголовного дела. В результате 3 октября оперуполномоченный сержант госбезопасности Весбейн вынужден был просить продления срока заведения дела до 31 ноября 1937 года. На дополнительном допросе 13 ноября епископ Феодосий полностью признал себя виновным во «всех грехах» и даже в том, что был епархиальным миссионером. Протокол допроса даёт основания с уверенностью утверждать, что в отношении него были задействованы средства морального и физического воздействия. В обвинительном заключении отмечалось, что «будучи связан с жандармами, способствовал гонениям на евреев, в 1919 г. был членом черносотенной организации „За единую неделимую Россию“, группировал вокруг себя Попов, проводил к[онтр]-р[еволюционную] агитацию в г. Херсоне и по окружным сёлам. Будучи привлечённым секретным сотрудником органов НКВД в 1932 г. скрывал к[онтр]-р[еволюционную] организацию. Дезинформировал органы НКВД. Виновным себя признал». Решением тройки при УНКВД по Николаевской области от 18 ноября 1937 года епископ Феодосий был приговорен к расстрелу. 2 декабря 1937 года в 24 часа приговор был приведён в исполнение.

## Сочинения
- Торжество освящения нового храма 30 октября 1900 г. в с. Адриановке, Тираспольского уезда. // Прибавление к Херсонским Епархиальным Ведомостям 1901. — 1 авг. (№ 15). — С. 495—511.
- Иоанниты в Херсонской епархии: (с кратким опровержением их учения) // Миссионерское обозрение. 1909. — № 2. — С. 218—238.
- История появления иоаннитов в Херсонской епархии и краткое опровержение их учения. — Одесса: Одесское Свято-Андреевское братство, [1909] («Славянская» тип. Е. Хрисогелос). — 22 с.
  - История появления иоаннитов в Херсонской епархии и краткое опровержение их учения // Херсонские епархиальные ведомости. Неофициальный отдел. — 1909. — 16 марта (№ 6). — С. 126—129; 1-16 апр. (№ 7, 8). — С. 154—172.
- Иоанниты и их книгоноши. — Одесса : Одесское Свято-Андреевское братство, 1909. — 29 с.
  - Иоанниты и их книгоноши : [кратко о секте и их учении] // Херсонские епархиальные ведомости Неофициальный отдел. — 1909. — 1 авг. (№ 15). — С. 353—368 ; 16 авг. (№ 16). — С. 375—388.
- Ложь адвентизма: (беседа пастыря с пасомыми). — Санкт-Петербург : Колокол, 1909. — 12 с.
  - Ложь адвентизма : (Беседа пастыря с пасомыми). — Санкт-Петербург : В. М. Скворцов, 1911 (обл. 1912). — 16 с. — (Народно-миссионерская библиотечка).
- К истории «иоаннитской» секты и её защиты // Миссионерское обозрение. 1910. — № 1. — С. 91—107.
- Протоиерей о. Иоанн Сергиев (Кронштадтский) о себе самом и об иоаннитах // Миссионерское обозрение. 1910. — № 10. — С. 1600—1607.
- Древнейшие типичные православные церкви Бессарабии // «Труды Бессарабского церковного историко-археологического общества», вып. 10. — Кишинев. 1910;
- О так называемом «Балтийском движении» в Бессарабии, известном под именем «Иннокентьевщины». — Санкт-Петербург : В. М. Скворцов, 1913. — 18 с.
- Отчет Епархиального миссионера-проповедника протоиерея Феодосия Кирики за 1912 год. — [Кишинев, 1913]. — 31 с..
- Отчет епархиального миссионера-проповедника протоиерея Феодосия Кирики за 1913 год // Кишинёвские епархиальные ведомости. Официальный отдел. — 1914. — 20 апр. (№ 16). — С. 1-43.
- Статистическая таблица о состоянии и движении Кирика сектантства в Кишиневской епархии, с указанием отпадений в инославие и иноверие, за 1913 год // Кишинёвские епархиальные ведомости. Официальный отдел. — 1914. — 20 апр. (№ 16). — С. 45-53.
- № 52 «Рапорт епископа Николаевского, викария Одесской епархии Феодосия (Кирика)» // Документы Московской Патриархии: 1934 год. / Публ. и коммент. А. К. Галкина // Вестник церковной истории. 2010. — № 3/4 (19/20). — С. 199.